# Pycnogonum cranaobyrsa
Pycnogonum cranaobyrsa is een zeespin uit de familie Pycnogonidae. De soort behoort tot het geslacht Pycnogonum. Pycnogonum cranaobyrsa werd in 2004 voor het eerst wetenschappelijk beschreven door Bamber. 